# 罗尼亚 (汝拉省)
罗尼亚（法語：Rogna，法語發音：[ʁɔɲa]）是法国汝拉省的一个市镇，属于圣克洛德区。

## 地理
罗尼亚（46°19'36"N, 5°44'54"E）面积10.46 平方千米，位于法国勃艮第-弗朗什-孔泰大區汝拉省，该省份为法国东部内陆省份，北起上索恩省，西北接科多尔省，西临索恩-卢瓦尔省，南至安省，东与杜省和瑞士接壤。
与罗尼亚接壤的市镇（或旧市镇、城区）包括：舒镇、拉里瓦尔、沃莱圣克洛德、维里、维尔沃、沙萨勒-莫兰日。

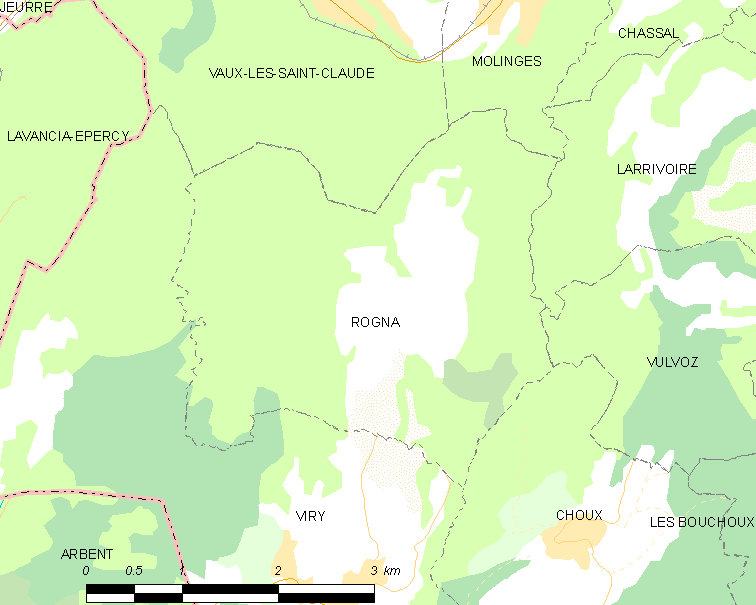
的OSM定位图

罗尼亚的时区为UTC+01:00、UTC+02:00（夏令时）。

## 行政
罗尼亚的邮政编码为39360，INSEE市镇编码为39463。

## 政治
罗尼亚所属的省级选区为科托迪利宗县。

## 人口

1962-2008年间人口变化图示

罗尼亚于2022年1月1日时的人口数量为236人。